# 織田長表
織田 長表（おだ ながすえ、慶応元年4月10日（1865年5月4日） - 明治31年（1898年）6月15日）は、明治期の人物。元大和芝村藩主織田長易の六男。通称は才三郎。
慶応元年（1865年）4月10日誕生。明治31年（1898年）6月15日、33歳で死去した。墓寺は重秀寺。
夫人は実兄である森長寳の養妹琴子。子には、長男長義（織田長純養子）、次男長博（森ひさ養子）、長女花子（伊達宗経夫人）、次女次子の2男2女がいる。